# 1965年の広島カープ
1965年の広島カープでは、1965年の広島カープの動向についてまとめる。
この年の広島カープは、2回目の白石勝巳監督体制の3年目（途中就任の1953年含み、通算13年目）のシーズンである。

## 概要
白石監督は、あまり大口を叩かない人だったが、珍しく就任3年目の日南キャンプで「一度優勝してみたい」と意気込んでシーズン開幕を迎え、4月は一度首位に立つなど健闘した。今津光男が加入したことで、今津を一塁に、古葉竹識を二塁に、阿南準郎を三塁に定着でき、内野守備が充実した。また投手陣は、大石清、池田英俊、安仁屋宗八の先発組に竜憲一のリリーフも当初はいい形になっていた。また最大の要因として、この年遠征に飛行機を利用することになったことが挙げられる。前年までカープの遠征は全て汽車で、それも他球団が一等に対してカープは二等。「どだいワシらが勝てるわけがない」というヘンな劣等感に凝り固まっていた。肉体的な疲労度が全然違うのは当たり前だが、なぜそれまでやらなかったかといえば、言うまでもなく貧乏だったからである。「広島といえば12球団一の低給料」というイメージは当時からすっかり定着していた。今後の飛行機利用も「オールスター戦のときまで優勝可能な線に残っていることが条件」とフロントから通達されていたといわれ、以降の飛行機利用については不明。5月以降巨人が独走状態に入ったのに対してチームは6月時点で巨人に11ゲームも付けられて成績不振に陥り、白石監督は休養。後半戦から長谷川良平投手コーチが監督に就任し、チームの指揮を執ることになった。しかし、35歳の長谷川青年監督には荷が重たかったのか一度も4位に上がることはなく、59勝77敗4分の借金18で5位に終わり優勝の巨人には31ゲームも離された。投手陣では大羽進や池田、安仁屋などがそれなりの成績を収めたものの、エース大石清が不振にあえいだ。打撃陣では古葉や森永勝也、大和田明などがそれなりの成績を残したが、後の選手は不調だった。10月2日の阪神戦でルーキー外木場義郎が初勝利をノーヒットノーランで飾ったのが唯一の明るい話題だった。計3度の日本記録を持つ外木場のこれが1度目だった。

## チーム成績

### レギュラーシーズン
| 1 | 二 | 古葉竹識 |
| 2 | 三 | 阿南準郎 |
| 3 | 左 | 山本一義 |
| 4 | 三 | 興津達雄 |
| 5 | 中 | 大和田明 |
| 6 | 右 | 藤井弘   |
| 7 | 遊 | 漆畑勝久 |
| 8 | 捕 | 久保祥次 |
| 9 | 投 | 大石清   |

| 順位 | 4月終了時 | 4月終了時 | 5月終了時 | 5月終了時 | 6月終了時 | 6月終了時 | 7月終了時 | 7月終了時 | 8月終了時 | 8月終了時 | 9月終了時 | 9月終了時 | 最終成績 | 最終成績 |
| ---- | --------- | --------- | --------- | --------- | --------- | --------- | --------- | --------- | --------- | --------- | --------- | --------- | -------- | -------- |
| 1位  | 大洋      | --        | 大洋      | --        | 巨人      | --        | 巨人      | --        | 巨人      | --        | 巨人      | --        | 巨人     | --       |
| 2位  | 広島      | 0.5       | 巨人      | 0.5       | 阪神      | 4.0       | 阪神      | 2.5       | 阪神      | 5.5       | 中日      | 7.5       | 中日     | 13.0     |
| 3位  | 阪神      | 1.0       | 阪神      | 2.0       | 大洋      | 4.5       | 大洋      | 5.0       | 中日      | 6.5       | 阪神      | 10.5      | 阪神     | 19.5     |
| 4位  | 巨人      | 1.0       | 中日      | 4.0       | 中日      | 6.0       | 中日      | 9.0       | 大洋      | 10.0      | 大洋      | 17.5      | 大洋     | 23.0     |
| 5位  | 中日      | 5.0       | 広島      | 5.0       | 広島      | 11.0      | 広島      | 10.5      | 広島      | 16.5      | 広島      | 25.0      | 広島     | 31.0     |
| 6位  | サンケイ  | 7.5       | サンケイ  | 9.5       | サンケイ  | 11.5      | サンケイ  | 24.0      | サンケイ  | 30.5      | サンケイ  | 38.5      | サンケイ | 45.5     |

| 順位 | 球団               | 勝 | 敗 | 分 | 勝率 | 差   |
| 1位  | 読売ジャイアンツ   | 91 | 47 | 2  | .659 | 優勝 |
| 2位  | 中日ドラゴンズ     | 77 | 59 | 4  | .566 | 13.0 |
| 3位  | 阪神タイガース     | 71 | 66 | 3  | .518 | 19.5 |
| 4位  | 大洋ホエールズ     | 68 | 70 | 2  | .493 | 23.0 |
| 5位  | 広島カープ         | 59 | 77 | 4  | .434 | 31.0 |
| 6位  | サンケイスワローズ | 44 | 91 | 5  | .326 | 45.5 |

## オールスターゲーム1965
| ファン投票 | 選出なし   |          |
| 監督推薦   | 安仁屋宗八 | 山本一義 |

## 表彰選手
| リーグ・リーダー |
| ---------------- |
| 受賞者なし       |

| 選出なし |

## ドラフト
| 順位 | 選手名     | 守備   | 所属               | 結果                   |
| ---- | ---------- | ------ | ------------------ | ---------------------- |
| 1位  | 佐野真樹夫 | 内野手 | 専修大学           | 入団                   |
| 2位  | 白石静生   | 投手   | 四国鉄道管理局     | 入団                   |
| 3位  | 鎌田豊     | 外野手 | 法政大学           | 入団                   |
| 4位  | 水谷実雄   | 投手   | 宮崎商業高         | 入団                   |
| 5位  | 河端良二   | 投手   | 伏見工業高         | 拒否・大阪商業大学進学 |
| 6位  | 山元二三男 | 内野手 | 鹿児島照国高       | 入団                   |
| 7位  | 竹野吉郎   | 外野手 | 駒澤大学           | 入団                   |
| 8位  | 福島久     | 捕手   | PL学園高           | 拒否                   |
| 9位  | 上柏徳治   | 内野手 | 崇徳高             | 拒否                   |
| 10位 | 石原昌美   | 投手   | 電電琉球           | 拒否                   |
| 11位 | 宇都宮勝   | 投手   | 専修大学           | 拒否・電電関東入社     |
| 12位 | 矢崎健治   | 投手   | 巨摩高             | 入団                   |
| 13位 | 沖本光昭   | 外野手 | 呉港高             | 拒否                   |
| 14位 | 杵島永至   | 外野手 | 香椎高             | 拒否                   |
| 15位 | 池田重喜   | 投手   | 日本鉱業佐賀関     | 拒否                   |
| 16位 | 山本真一   | 内野手 | 専修大学中退       | 入団                   |
| 17位 | 川内雄富   | 外野手 | 広陵高中退         | 入団                   |
| 18位 | 下村栄二   | 投手   | 名古屋商科大学中退 | 入団                   |